# أولاد عمران (إزحيليكة)
أولاد عمران هي إحدى مشيخات المملكة المغربية، تتبع جغرافيا لإقليم الخميسات وإداريًا لإزحيليكة. يقدر عدد سكانها بـ 14919 نسمة حسب الإحصاء الرسمي للسكان والسكنى لسنة 2004.